# Hans Kammler
Hans Friedrich Karl Franz Kammler (Stettino, 26 agosto 1901 – Praga, 9 maggio 1945?) è stato un generale e ingegnere tedesco, ultimo ufficiale delle SS ad essere promosso al grado di SS-Obergruppenführer (generale di corpo d'armata) il 1º marzo 1945.
Fu a capo di diversi progetti di costruzione di tecnologie avanzate e pionieristiche, inclusi impianti industriali. Verso la fine della seconda guerra mondiale fu alla testa dei programmi di sviluppo dei caccia tedeschi a reazione e dei missili V2. 
Alcune carte desecretate della CIA parlano di un soggiorno dal 1946 al 1948 presso la località italiana di Sant'Angelo Muxaro (AG) protetto dalla Intelligence statunitense e dalla Mafia siciliana.
Forti incertezze permangono sulla sua sorte dopo il conflitto.

## Origini e formazione
Kammler nacque a Stettino, nell'allora Impero tedesco (ora nota come Szczecin, Polonia). Nel 1919, dopo il servizio militare, prestò servizio nel Freikorps Roßbach. Dal 1919 al 1923, studiò ingegneria civile presso il Politecnico di Danzica e a Monaco di Baviera, dove completò il dottorato in ingegneria nel novembre 1932.
Kammler aderì al Partito nazista nel 1931 e, dopo l'ascesa al potere di Hitler, ottenne vari incarichi amministrativi nel partito, a partire da quello di responsabile del dipartimento edilizia del Ministero dell'aviazione del Reich. Divenne membro delle SS (n. 113.619) il 20 maggio 1933. Nel 1934 venne nominato consigliere del Ministero dell'interno del Reich.
Nel 1934, curiosamente, venne anche posto a capo della Reichsbund der Kleingärtner und Kleinsiedler (Federazione del Reich dei piccoli appassionati di giardinaggio e proprietari terrieri).

## Seconda guerra mondiale
Nel giugno del 1941 entrò a far parte delle Waffen-SS, dove divenne il braccio destro di Oswald Pohl, capo del WVHA (SS-Wirtschafts- und Verwaltungshauptamt, in italiano "Ufficio centrale economico e amministrativo delle SS"), che supervisionava l'Amtsgruppe D (Amt D), l'amministrazione del sistema dei campi di concentramento. Kammler fu posto inoltre a capo dell'Amt C, l'ufficio che gestiva la costruzione dei campi di concentramento e di sterminio. In quest'ultima veste supervisionò l'installazione di impianti di cremazione più efficienti nel lager di Auschwitz-Birkenau, nell'ambito della sua conversione da campo di lavoro a campo di sterminio.

### Ruolo nello sviluppo delle armi segrete

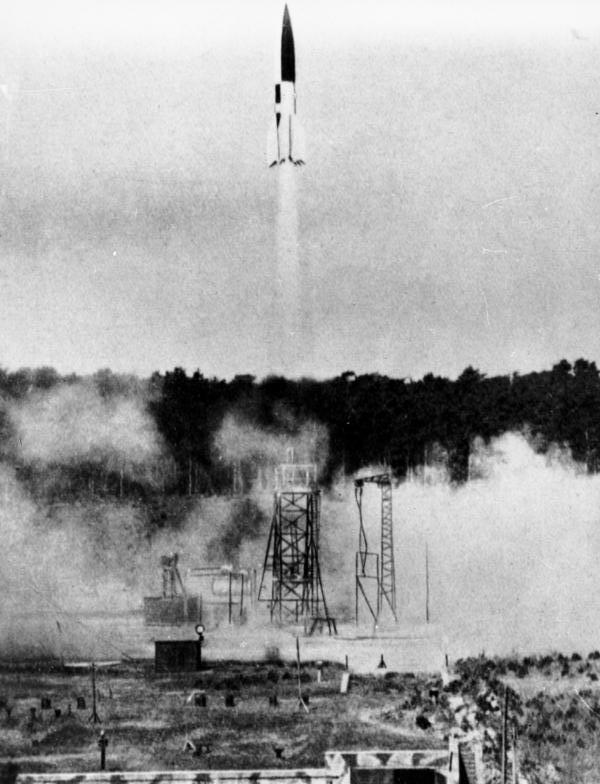
Un V2 lanciato da postazione fissa nell'estate 1943

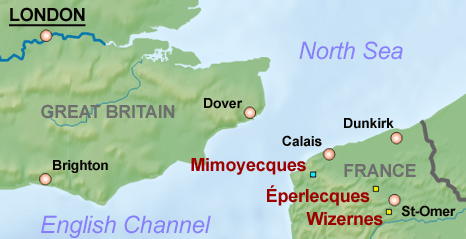
Mappa del Passo di Calais e del sud-est dell'Inghilterra dove sono evidenziati i principali siti di lancio dei V2

Kammler venne coinvolto nei programmi per la costruzione di armi segrete a partire dal 1942, come risulta da una lettera spedita da Oswald Pohl a Heinrich Himmler nella quale, riferendosi alla produzione di armi avanzate nei campi di concentramento, Kammler è citato come uno dei responsabili.
A seguito dei bombardamenti alleati su Peenemünde durante l'operazione Hydra nell'agosto del 1943, Kammler fu incaricato della costruzione di nuovi impianti per la produzione in massa di V2. Come primo provvedimento, decise lo spostamento della produzione delle V2 in impianti sotterranei, con la nascita del sito di Mittelwerk e del campo di concentramento di Dora-Mittelbau, destinato a fornire manodopera schiavile per la costruzione degli impianti stessi e per le linee di produzione. Il progetto fu completato a tappe forzate, nonostante gravi conseguenze per i lavoratori-schiavi utilizzati. A questo proposito alcune fonti sostengono che il motto di Kammler durante i lavori fosse: "Non preoccupatevi per le vittime. I lavori devono procedere il più velocemente possibile".
Durante questo periodo, Kammler fu anche incaricato dei lavori per la costruzione del Blockhaus d'Éperlecques, anche noto come Watten Bunker, un fallimentare progetto per la costruzione di una base di lancio fortificata per le V2. Inoltre, Albert Speer, ministro per gli armamenti e la produzione bellica, nominò Kammler come suo fiduciario per gli "incarichi edilizi speciali". Ma quando nel marzo del 1944 venne nominato da Hermann Göring come responsabile degli "edifici speciali" nell'ambito del programma di sviluppo per i nuovi aerei da caccia, Kammler divenne uno dei più importanti gerarchi del Reich, privando lo stesso Speer di molta della propria influenza sulla gestione dell'economia di guerra.

### Ultimi mesi di guerra
Nell'estate del 1944, Himmler convinse Adolf Hitler a porre il programma V2 sotto il diretto controllo delle SS, e l'8 agosto Kammler sostituì Walter Dornberger alla testa del medesimo. Dal 31 gennaio 1945, Kammler fu posto a capo di tutti i progetti missilistici. Negli ultimi mesi di guerra fu anche tra i responsabili delle decisioni operative riguardo all'utilizzo delle V2 contro le forze alleate.
Nel marzo del 1945, probabilmente sotto l'influenza di Göbbels, Hitler decise di spogliare gradualmente Göring dei suoi incarichi nel settore aeronautico a tutto vantaggio di Kammler, che in aprile venne nominato "plenipotenziario generale del Führer per gli aerei a reazione".
Il 1º aprile 1945 Kammler ordinò l'evacuazione di 500 tecnici missilistici verso la ridotta alpina. Infine, nonostante l'ordine impartito in data 5 aprile dall'Oberkommando der Wehrmacht, che imponeva la difesa ad oltranza dei siti di lancio delle V2 nell'area di Nordhausen, nella Germania centrale, Kammler ne decise piuttosto l'abbandono e ordinò invece la distruzione di tutto "l'equipaggiamento speciale V-1" stoccato presso il sito di Syke, presso Brema, anche se non è del tutto chiaro cosa tale ordine abbia comportato in concreto.

### Massacro della foresta di Arnsberg
Nella primavera del 1945, a causa dell'avanzata alleata a occidente, i campi di lavoro nella Ruhr iniziarono ad essere evacuati e migliaia di lavoratori-schiavi furono costretti a marce forzate verso est in condizioni caotiche, causando spesso blocchi nella rete stradale. Quando la sua auto fu costretta a fermarsi sulla strada per Warstein a causa di una colonna di detti profughi, Kammler ordinò l'esecuzione sommaria di 208 prigionieri russi e polacchi, massacrati dalle SS nei boschi della regione tra il 20/21 e il 23 marzo.

## Il mistero sulla morte

### Le testimonianze di Preuk e Zeuner
Il 9 luglio 1945, la moglie di Kammler inoltrò domanda per ottenere la dichiarazione di morte del marito, con data 9 maggio 1945. Ella recava a sostegno della propria richiesta una dichiarazione rilasciata dall'autista del marito, tale Kurt Preuk, "di aver personalmente veduto il cadavere di Kammler e di aver assistito alla di lui sepoltura" il 9 maggio 1945. Il 7 settembre 1948 la Corte distrettuale di Berlino-Charlottenburg accolse la richiesta e stabilì la data della ufficiale della morte di Kammler al 9 maggio 1945.
Successivamente, in una dichiarazione giurata, rilasciata in data 16 ottobre 1959, Preuk dichiarò che Kammler sarebbe morto "attorno al 10 maggio del 1945", ma che non era in grado di indicarne la causa della morte. Infine, il 7 settembre del 1965, Heinz Zeuner (un collaboratore di Kammler durante la guerra), dichiarò che Kammler sarebbe deceduto il 7 maggio 1945 e che il cadavere sarebbe stato visto da egli stesso, dal Preuk e da altre persone. Tutti i testimoni oculari interpellati si dichiararono certi che la causa della morte fosse avvelenamento da cianuro. Nei loro resoconti sui movimenti di Kammler, Preuk e Zeuner affermarono che egli sarebbe partito da Linderhof, nei pressi di Oberammergau, in Baviera, il 28 aprile 1945 per prendere parte a un incontro relativo alla produzione dei carri armati a Salisburgo, recandosi poi a Ebensee (dove, nell'omonimo campo di concentramento, venivano prodotti cingoli). Sempre secondo Preuk e Zeuner, Kammler si sarebbe quindi recato in visita alla moglie in Tirolo, dove le avrebbe consegnato due compresse di cianuro. Il giorno dopo, 5 maggio, attorno alle 4 del mattino, avrebbe infine lasciato il Tirolo per recarsi a Praga.
Preuk e Zeuner hanno mantenuto la loro versione dei fatti fino al 1990, quando furono intervistati dal giornalista Kristian Knaack. Ulteriore sostegno a questa versione dei fatti venne dal ritrovamento di alcune lettere scritte dalla principessa Ingeborg Alix di Schaumburg-Lippe, membro femminile del SS-Helferinnenkorps, alla moglie di Kammler, nel 1951 e nel 1955. Nelle missive la principessa affermava che Kammler avrebbe preso commiato da lei il 7 maggio 1945, a Praga, dicendo che gli americani gli erano alle costole, che gli avevano fatto delle offerte, ma che lui le aveva rifiutate e che non lo avrebbero mai "preso vivo".

### Indagini americane nel dopoguerra
Le forze di occupazione statunitensi condussero varie inchieste sulla sorte di Kammler, a partire dalla creazione di un inventario di tutto il personale tedesco coinvolto nella produzione di missili, iniziata in data 21 maggio 1945, presso il quartier generale del XII Gruppo d'Armate. Tale inventario ha portato all'apertura di una pratica riguardante Kammler, nella quale si ipotizzava che si trovasse a Monaco. Il Counter Intelligence Corps (CIC) in tale occasione riferì che, poco prima dell'arrivo delle truppe statunitensi, Kammler era stato avvistato a Oberjoch, in Baviera, nei pressi dell'odierno confine austriaco.
Anche il Combined Intelligence Objectives Sub-Committee (CIOS), ovvero l'organizzazione congiunta creata per la collaborazione tra i servizi segreti americani e quelli britannici al fine della raccolta di informazioni sulla tecnologia tedesca e giapponese, con sede a Londra, ordinò a sua volta un'inchiesta su Kammler all'inizio del luglio del 1945. In risposta, il XII Gruppo d'armate dichiarò che Kammler era stato avvistato per l'ultima volta l'8 o il 9 aprile nella regione dell'Harz. Nel mese di agosto, il nome di Kammler fu inserito ella "Lista 13" delle Nazioni Unite, contenente i nomi dei maggiori criminali di guerra nazisti. Solo nel 1948 il CIOS fu informato riguardo al fatto che Kammler sarebbe fuggito a Praga, dove si sarebbe quindi ucciso. Le cianografie originali dei grandi progetti di Kammler furono successivamente rinvenute tra gli effetti personali di Samuel Abraham Goudsmit, responsabile scientifico dell'operazione Alsos.
Nel 1949 una relazione su Kammler redatta da un tale Oskar Packe fu inserita nell'archivio dell'ufficio per la denazificazione dell'Assia. Tale rapporto afferma che Kammler fu arrestato dalle truppe americane il 9 maggio 1945, presso le fabbriche Messerschmitt di Oberammergau, ma che Kammler ed altri gerarchi delle SS erano riusciti a fuggire in direzione dell'Austria o dell'Italia. Packe nel rapporto affermava di non credere alle voci sul suicidio di Kammler, in quanto "confutate dalle informazioni dettagliate fornite dal CIC" circa l'arresto e la fuga.
Un rapporto del CIC risalente all'aprile 1946 annoverava Kammler tra gli uomini delle SS fuggiti dalla Germania e considerati di particolare interesse. A metà luglio 1945, il capo dell'ufficio del CIC a Gmunden, maggiore Morrisson, interrogò un anonimo tedesco a proposito di un conto corrente cifrato associato a siti per la produzione di aerei e missili gestiti dalle SS. Un rapporto reso pubblico anni dopo, verso la fine del 1947 o dell'inizio del 1948, afferma che solo Kammler e due altre persone avevano accesso a tale conto. Il rapporto sostenva inoltre che "poco dopo l'occupazione, Hans Kammler apparve al CIC di Gmunden e rilasciò una dichiarazione sulle operazioni ad Ebensee". Il CIC non annotò il nome dell'interrogato, che tuttavia deve essere stato una delle tre persone che avevano accesso al conto. A parte Kammler, sappiamo che uno di essi lasciò l'Austria nel maggio 1945, e che l'altro si trovava in un campo di prigionia nel mese di luglio. Alcuni documenti desecretati della CIA parlano di un suo soggiorno, ovviamente sotto falso nome, dal 1946 al 1948 presso la località italiana di Sant'Angelo Muxaro (AG) protetto dalla intelligence americana e la mafia siciliana.Di tale eventualità non c'è nessuna evidenza presso archivi della Repubblica Italiana, anche se ovviamente non è possibile studiare l'archivio dell'ufficio I dello stato maggiore. Ciò nonostante l'ipotesi di tale transizione presso il suolo italiano del gerarca nazista si è reso molto più probabile visto che i componenti del regime, cercavano vie di fuga poco controllate e battute, ovvero protette e indiscrete.

### Possibili ultime testimonianze indipendenti documentate
La sezione del presunto diario di guerra di un certo Oberleutenant Burger relativa alla capitolazione della località montana di Garmisch-Partenkirchen cita Kammler e i suoi collaboratori; secondo questo resoconto, Kammler ed il suo staff di circa 600 persone, con automobili e camion di "buona qualità", sarebbero giunti ad Obergammergau il 22 aprile 1945, cosa cui avrebbero fatto seguito aspre divergenze con le autorità locali tra il 24 ed il 25 aprile, ed infine (ultimo riferimento contenuto nel diario alla vicenda, che tuttavia cita solamente lo staff di Kammler ma non il generale) la fuga verso Garmisch - e l'Austria  - in concomitanza con l'arrivo delle truppe americane nel villaggio la notte del 28 aprile.

### La versione di Bernd Ruland
Lo scrittore e giornalista tedesco Bernd Ruland, nel suo libro del 1969 Wernher von Braun: Mein Leben für die Raumfahrt, riporta un resoconto del tutto diverso sulla morte di Kammler. Secondo Ruland, Kammler sarebbe arrivato a Praga in aereo il 4 maggio 1945, ed in seguito, assieme a 21 uomini delle SS, sarebbe morto il 9 maggio durante la difesa di un bunker contro un attacco effettuato da più di 500 combattenti della resistenza ceca. Durante l'attacco, l'aiutante di campo di Kammler, lo Sturmbannführer Starck, avrebbe sparato a Kammler per evitare che cadesse in mani nemiche. Questa versione può essere ricondotta al maggior-generale Walter Dornberger, un altro uomo-chiave del programma V-2, che a sua volta l'avrebbe udita da testimoni oculari.

### Le presunte rivelazioni di John Richardson
Secondo un'intervista rilasciata nel 2014 al documentarista austriaco Andreas Sulzer da uno dei figli di Donald W. Richardson (1917-1997), un ufficiale dell'Office of Strategic Services (OSS) implicato nelle operazioni segrete Alsos e Paperclip, dopo la guerra Hans Kammler sarebbe stato portato negli Stati Uniti, presumibilmente al fine di sfruttare le sue conoscenze scientifiche per lo sviluppo dei programmi nucleari e missilistici statunitensi. Secondo questa versione, il generale venne "spietatamente interrogato" negli Stati Uniti, dove sarebbe morto nel 1947, "senza aver più visto la luce del giorno". Tale inchiesta su Kammler fa per altro parte di un più vasto progetto di ricerca sul programma nucleare tedesco e le installazioni per la produzione di armi segrete nel sito di Gusen, in collaborazione con la ZDF, televisione di stato tedesca.

### Ulteriori rivelazioni di John Richardson
Nel 2016 la rivista L'Espresso ha pubblicato un articolo a sostegno dell'ipotesi che "Little Boy", l'ordigno nucleare lanciato su Hiroshima il 6 agosto 1945, abbia avuto come "padre" lo stesso Kammler, tesi basata su nuove rivelazioni da parte di John Richardson, che ha dichiarato: "Mio padre portò con sé quasi settanta chili di uranio. Uranio che probabilmente proveniva dalle gallerie sotterranee del lager di Gusen, il complesso denominato Bergkristall, in Austria».

## Teorie del complotto
Nel suo libro The Hunt for Zero Point (2001), il giornalista e scrittore inglese Nick Cook, specializzato in tematiche militari, ha ipotizzato che Kammler sia stato portato negli Stati Uniti insieme ad altri scienziati tedeschi nell'ambito dell'operazione Paperclip a causa del suo coinvolgimento in presunti progetti segreti nazisti come Die Glocke, tesi sostenuta anche dal teologo e scrittore americano Joseph P. Farrell, autore del libro Reich of the Black Sun (2005). Tuttavia, Die Glocke è stata ripetutamente denunciata come una vera e propria bufala da parte di numerosi storici e giornalisti.